# Peter Mayer (Volleyballspieler)
Peter Mayer (* 19. November 1985) ist ein deutscher Volleyballspieler.

## Karriere
Mayer wurde beim VV Leipzig ausgebildet. 2003 wechselte der Mittelblocker zum VC Bad Dürrenberg/Spergau (heute Chemie Volley Mitteldeutschland).